# Lista de prefeitos de Canelinha
Esta é a lista de prefeitos e vice-prefeitos de Canelinha, município brasileiro do estado de Santa Catarina.
O Sr. Bertoldo Manoel Cirilo, foi o primeiro prefeito de Canelinha, nomeado em 1962 como Prefeito Provisório, amparado pelo artigo 1º, § 1º da Lei nº 250, de 14 de janeiro de 1949. 
Em abril de 1963, Bertoldo afastou-se do cargo para concorrer às eleições municipais do dia 6 de outubro de 1963. Silvestre Nunes Júnior assumiu o comando do município.
|    | Prefeito                     | Partido | Vice-prefeito                    | Votos | % votos válidos           | Início do mandato       | Fim do mandato         |
| -- | ---------------------------- | ------- | -------------------------------- | ----- | ------------------------- | ----------------------- | ---------------------- |
| 1  | Bertoldo Manoel Cirilo       | PSD     | José Steil (PSD)                 |       |                           | 25 de novembro de 1963  | 30 de janeiro de 1969  |
| 2  | Arthur Adolfo Jachowicz      | MDB     | Antônio Luiz Venier (MDB)        |       |                           | 31 de janeiro de 1969   | 30 de janeiro de 1973  |
| 3  | Antônio Moraes               | ARENA   | Antero Dias Filho (ARENA)        | 2.381 | 100% - único partido      | 31 de janeiro de 1973   | 31 de janeiro de 1977  |
| 4  | Sérgio José Jachowicz        | ARENA   | Ênio Laus (ARENA)                | 2.033 | 75,10% entre 2 partidos   | 1º de fevereiro de 1977 | 31 de janeiro de 1983  |
| 5  | Ênio Laus                    | PDS     | Valdeci José Reis (PDS)          | 1.326 | 43,75% entre 5 candidatos | 1º de fevereiro de 1983 | 31 de dezembro de 1988 |
| 6  | Moacir Montibeller           | PMDB    | Francisco Antero Dias (PMDB)     | 1.389 | 34,86% entre 3 candidatos | 1º de janeiro de 1989   | 31 de dezembro de 1992 |
| 7  | Valmir Orsi                  | PMDB    | Vilson Abrão Cirilo (PMDB)       | 2.064 | 43,23% entre 3 candidatos | 1º de janeiro de 1993   | 31 de dezembro de 1996 |
| 8  | Moacir Montibeller           | PMDB    | José Benevenute (PMDB)           | 2.748 | 52,64% entre 2 candidatos | 1º de janeiro de 1997   | 31 de dezembro de 2000 |
| 9  | Moacir Montibeller           | PMDB    | Ivam Pereira (PMDB)              | 3.041 | 54,25% entre 2 candidatos | 1º de janeiro de 2001   | 31 de dezembro de 2004 |
| 10 | Eloir João Reis              | PSDB    | Antônio da Silva (PP)            | 2.604 | 43,06% entre 3 candidatos | 1º de janeiro de 2005   | 31 de dezembro de 2008 |
| 11 | Antônio da Silva             | PP      | Édson Orsi (PSDB)                | 3.307 | 47,60% entre 3 candidatos | 1º de janeiro de 2009   | 31 de dezembro de 2012 |
| 12 | Antônio da Silva             | PP      | Eloir João Reis (PSDB)           | 4.034 | 51,02% entre 2 candidatos | 1º de janeiro de 2013   | 31 de dezembro de 2016 |
| 13 | Moacir Montibeller           | PMDB    | Édson Orsi (PMDB)                | 4.040 | 51,37% entre 2 candidatos | 1º de janeiro de 2017   | 31 de dezembro de 2020 |
| 14 | Diogo Francisco Alves Maciel | PSL     | Antônio Carlos Machado Jr. (PSL) | 3.132 | 42,22% entre 3 candidatos | 1º de janeiro de 2021   | 31 de dezembro de 2024 |
| 14 | Diogo Francisco Alves Maciel | PL      | Júnior. (PSD)                    | 3.132 | 66,14% entre 2 candidatos | 1º de janeiro de 2025   | 31 de dezembro de 2028 |